# Jan Kazimierz Szyszkowski
Jan Kazimierz Szyszkowski (ur. 15 maja 1925 w Czernelicy, zm. 1 lutego 2019 w Szczecinie) – polski wykładowca akademicki, doktor habilitowany, pułkownik WP w stanie spoczynku.

## Życiorys
Syn Karola i Ludwiki. W czasie II wojny światowej brał udział w walkach o Kołobrzeg, za co w 2017 znalazł się w gronie 20 odznaczonych Orderem Wojennym Virtuti Militari. Jako naukowiec specjalizował się w sztuce operacyjnej i sztuce wojennej. W 1989 uzyskał stopień naukowy doktora habilitowanego w Akademii Sztabu Generalnego Wojska Polskiego im. gen. broni Karola Świerczewskiego. Był wieloletnim prezesem koła Związku Kombatantów Rzeczypospolitej Polskiej i Byłych Więźniów Politycznych.
W 1998 wraz z żoną Zofią (1926–2019) otrzymał Medal za Długoletnie Pożycie Małżeńskie.
Zmarł 1 lutego 2019 i został pochowany na cmentarzu Centralnym w Szczecinie.